# Los Chicharrines
 Gabriel Ramírez conocido como "Chicharrín" (3 de mayo de 1973) y César Ramírez conocido como "Chicharín" (25 de octubre de 1975), son un dúo de hermanos comediantes oriundos de Ciudad Juárez mejor conocidos como "Los Chicharrines", hijos del payaso Juan José Ramírez conocido como "Chirrín".

## Biografía
Los hermanos Ramírez nacieron en Ciudad Juárez, Chihuahua, siendo el mayor de ellos Gabriel nacido en 1973, y César  nacido en 1975.
Al ser hijos del payaso "Chirrín", desde temprana edad mostraron las mismas actitudes que su padre, presentándose en la escuela en fiestas infantiles a la edad de 6 y 8 años.

## Carrera profesional
Es hasta 1985 que inician su carrera profesional, haciendo su primera aparición en la televisión local de Ciudad Juárez, en el programa "El mundo infantil del 44" del canal Canal 44. Asimismo, en ese año se incorporan al elenco de "El circo de Chirrín", presentando inicialmente un sketch, y con el paso del tiempo magia, malabares, escapismo, entre otros, y así consiguiendo presentarse en otros circos de México y presentando su show sobre hielo en el Festival On Ice.
En 1993 tras haber dejado a un lado el circo, se incorporan al programa "Vamos con Chirrín", y posteriormente en ese mismo año realizan su primer programa llamado "Sabes o no sabes con Los Chicharrines" por el canal Canal 5 de Ciudad Juárez, que duró tres años, siendo en éstre programa la primera introducción de los personajes.
En el año de 1994 lanzan su primer producción discográfica titulada La familia unida, teniendo una buena aceptación del público en su ciudad.
Al año siguiente, en 1995, se unen a Televisa, iniciando su programa llamado "El circo de los Chicharrines" transmitido por el Canal 56. También en ese año lanzan su segunda producción discográfica Óyelo, escúchalo.
Para 1998, lanzan su tercera producción discográfica llamada En la televisión en formato compact disc.
En el 2000, dejan Ciudad Juárez para trasladarse a Monterrey lugar de residencia de ambos, en donde continúan con su programa en la barra infantil de Televisa Monterrey, en donde actualmente siguen siendo transmitidos su programas "El circo de los Chicharrines" y "El club de los Chicharrines".
En el 2007, participan en la Copa Timbiriche dentro del reality show Buscando a Timbiriche: La Nueva Banda. Para el 2010, lanzan su disco titulado Se feliz producido por Adrian Reyes.
En octubre del 2010 para festejar sus 25 años de carrera artística presentaron su espectáculo Los Chicharrines sin ice en la Arena Monterrey, teniendo un gran éxito por parte del público, consiguiendo reunir a 6,500 asistentes.

### El circo de los Chicharrines
El circo de los Chicharrines es un programa de televisión iniciado en 1995, en el que los payasos Chicharrín y Chicharín, que se visten similar pero con distintas personalidades, presentan artistas invitados en cuyo estudio se asemeja a un circo, así como se presentan diversos personajes, actos de magia, bailes, música, concursos, y se convoca a la convivencia familiar a través de diversas situaciones. El programa tuvo un gran recibimiento que se expandió por diversas ciudades del país, teniendo una gran aceptación en Monterrey, Nuevo León. El programa sigue siendo transmitido a través de SKY por toda la república mexicana.
Asimismo, cuenta con su espectáculo, El circo de los Chicharrines, en donde presentan música, sketches, magia y demás en cada ciudad en la que se presentan. Personajes de los Chicharrines por ejemplo el chippindale  el grupo chamoy abuelita tigres del Norte payahito fantasma Jimmy five Elvis quitó y los chiquirrines y chano

### Personajes
- Los Chicharrones
- Los Chiquirrines
- El Chippendale
- Los't Chicharrines
- El Grupo Chamoy
- El Jimmy Five
- Elvis Quito
- El Payasito
- La Abuelita del Payasito
- Chistín y Chistón
- Don Chano
- El Fantasma
- Lupe y Ramiro
- Luis Miguel y Luisito rey

## Trayectoria

### Discografía
- 1993 LA FAMILIA UNIDA
- 1995 OYELO ESCUCHALO
- 1997 EN LA TELEVISION
- 2002 LOS CHICHARRINES EL DISCO
- 2008 SE FELIZ
- 2009 CULIQUITAKA
- 2013 SOY UNA TAZA ( SU NUEVO SINGLE )
- 2014 MUEVETE (FT KANQUI República Dominicana)
- 2015 ESTATUA (FT MERENGLASS)
- 2016 PARA QUE CAMBIAR ? ( FT TATIANA, KANQUI )
- 2023 EL COYOTITO FT ARMANDO LUNA

### Programas de Televisión
- 1993 SABES O NO SABES canal 5 Cd Juárez Chihuahua
- 1995 EL CIRCO DE LOS CHICHARRINES canal 56 Cd Juárez Chiuahua
- 2001 EL CIRCO DE LOS CHICHARRINES canal 34 142 SKY Monterrey N.L.
- 2004 EL CLUB DE LOS CHICHARRINES canal 34 142 SKY Monterrey N.L.
- 2005-2009 EL CIRCO DE LOS CHICHARRINES

canal 4 canal de la ciudad México D.F Y canal 34 142 SKY Monterrey N.L.
- EN FAMILIA CON CHABELO Canal de las Estrellas

(4 TEMPORADAS  2012 2013 2014 y 2015)

### Premios
- 2007 LAUREL DE ORO A LA CALIDAD (España México)
- 2015 SOL DE ORO 2015 (premio otorgado por el Círculo Nacional de Periodistas de México)
- 2015 plasman sus huellas en México D.F. en Galerías Plaza de las Estrellas.
- 2015 galardonados por la Fundación "Amantes de Mexico A.C."
- 2016 premiados como la mejor Familia

Artística PREMIOS GRANDE por la Academia Mexicana del Entretenimiento Popular
- 2016 son nombrados "EMBAJADORES DEL HUMORISMO BLANCO" otorgado por el Gobierno y Turismo de Nuevo León, México
- 2017 premiados por la agrupación de Payasos del PAYAFEST PERU en Lima, Perú